# Gerbe (entreprise)
Pour les articles homonymes, voir Gerbe.
Gerbe (Stephane Gerbe Sas) est une entreprise française créée en 1904 par Stéphane Gerbe. Située à Saint-Vallier (Saône-et-Loire) en Bourgogne, la Manufacture Gerbe est spécialisée dans la confection de bas et collants, et appartient de nos jours à Tianci Hot Springs,.
Ce groupe détient également le château d'Esclimont à Auneau-Beury-Saint-Symphorien,, ainsi que le golf du château de Maintenon.

## Histoire

### Au commencement
En 1897, Stéphane Gerbe, fondateur des Établissements Gerbe, hérite d’un commerce de mercerie-bonneterie à Cluny en Saône-et-Loire. Le métier de commerçant ne lui convenant pas, il décide de créer sa propre entreprise. 
En 1906, il s’installe à Montceau-les-Mines, toujours en Saône-et-Loire, où réside une importante main d’œuvre féminine, et il emploie des ouvrières à domicile.
En 1908, il abandonne définitivement le négoce et se lance entièrement dans la fabrication. Il installe ainsi de nombreuses machines à tricoter à la main dans diverses cités ouvrières : Bois du verne, Sanvignes ou Blanzy.
En 1912, il achète les premiers métiers rectilignes à moteur pour fabriquer des articles de meilleure qualité.
En 1914, une centaine d’ouvrières occupe les différents ateliers des Établissements Gerbe.

### Grandes évolutions
(avril 2023).
Si vous disposez d'ouvrages ou d'articles de référence ou si vous connaissez des sites web de qualité traitant du thème abordé ici, merci de compléter l'article en donnant les références utiles à sa vérifiabilité et en les liant à la section « Notes et références ».
En 1925, Gerbe fait l’acquisition de machines industrielles appelées « Métiers COTTON » et « Métiers BOER ». La société emploie alors 200 personnes et l’effectif passe à 350 ouvriers et ouvrières l'année suivante. Cette année marque un grand tournant pour Gerbe qui abandonne les métiers à main.
C’est en 1929 que Gerbe fait l’acquisition des terrains de Bellevue, où se trouve aujourd’hui la société Gerbe.
En 1934, les premiers métiers servant à fabriquer les bas en soie naturelle, incontournables à cette époque, arrivent dans les ateliers.
 (avril 2023).
En 1936, Gerbe invente le tout premier bas, appelé « bas carnation », tricoté sur une machine rectiligne avec une couture arrière. Il s’agit d’un incontournable de l’époque car symbole d’une élégance française de l’après-guerre.
La même année, Stéphane Gerbe prend sa retraite en laissant la direction de l'usine à ses deux fils : André (1901-1972) et Paul (1906-2002). Les deux frères tirent au sort le poste de PDG qui échoira à Paul qui tiendra ce poste jusqu’en 1984. André, prend le titre de directeur général et la direction commerciale dans les bureaux parisiens. Il s'occupera de la promotion et de la publicité jusqu'à son décès en 1972.
Pendant tout ce temps, la société s’agrandit et investit dans de nouveaux métiers. Parallèlement, les Établissements Gerbe s’installent aussi à Charolles dans le Mâconnais pour y fabriquer des mi-bas et chaussettes en maille Derby. Pendant la guerre, Monceau-les-Mines était en zone occupée et Charolles en zone libre, ce qui permit de sauver bon nombre de juifs en les faisant passer d'un côté à l'autre, déguisés en ouvriers, dans le camion qui faisait journellement le trajet[réf. nécessaire]. 
En 1939, les Établissements Gerbe emploient 500 personnes. À ce moment-là, Gerbe est l’un des plus importants producteurs français de bas de soie. Peu de temps après, le polyamide (Nylon…) fait son apparition, permettant la fabrication de bas plus solides.
C’est en 1950 qu’est créé le bas « Voile 7 » (pour sept deniers), un produit plus fin et fragile.
Dans les années 1950, Dior donne l’exclusivité de la fabrication de ses collants et bas aux établissements Gerbe ; cette collaboration durera 50 ans.
En 1958, l'apparition des métiers circulaires permet la confection de bas sans couture.
En 1960, l’élasthanne (Lycra…) fait son apparition. Cette nouvelle technologie donne naissance au bas « Passion ».
Une révolution arrive dans les années 1960 avec l’apparition des collants. De nouvelles machines sont alors nécessaires pour l’assemblage et les finitions de ceux-ci. C’est le début d’une nouvelle mode et Gerbe qui jusqu’alors était un spécialiste du bas va devenir également un fabricant de collants.
La société réalise durant l’année 1998 un chiffre d'affaires de 96 millions de francs (14,64 millions d'euros) et emploie 285 personnes.

### Après Stéphane, ses fils André et Paul Gerbe
Gerbe, qui est restée une entreprise familiale pendant de nombreuses années, a connu par la suite de nombreux changements d’actionnaires. 
Elle a été cédée pour la première fois à un groupe canadien en 1984. Quatre ans après, en 1988, c’est la société Cobepa, affiliée au groupe Paribas, qui prend les rênes de Gerbe. 
Encore quatre ans après, Gerbe passe dans les mains du groupe Altus, filiale du Crédit Lyonnais, pour finir sous la direction de Bernard Besson en 1993. Cinq ans plus tard, c'est le dépôt de bilan ; la marque est reprise par le groupe financier anglo-saxon Klesh Capital Partners.
En 2003, date du second dépôt de bilan de l'entreprise, c’est Alain Regad qui fait l’acquisition de Gerbe, renommée Manufacture Gerbe, au travers de la société Rhovyl.
En 2015, la société Rhovyl dépose à son tour le bilan. Aujourd'hui, Gerbe appartient au groupe Tianci Hot Springs.

### De nos jours
Gerbe existe depuis plus de cent ans et est labellisée depuis 2007 Entreprise du patrimoine vivant : la fabrication des produits est artisanale et les pièces sont confectionnées une par une à la main.
L’arrivée en 2010 d’une nouvelle directrice artistique, Margot Van Huijkelom, marque un tournant dans la réalisation des collections. La marque participe à divers salons de mode et de lingerie à travers le monde : le Salon International de la Lingerie, Mode City et Première Classe à Paris, Curve à New York et Las Vegas, Moda à Birmingham, Mode in France à Tokyo et Shanghai Mode Lingerie.
À la suite du retrait de son actionnaire majoritaire la société est placée en redressement judiciaire, avant d'être en novembre 2020, liquidée, son stock vendu, ses derniers salariés licenciés.

## Mode
Depuis 2010, la marque Gerbe s’est associée au créateur parisien Gaspard Yurkievich,,. Trois collections en découlent.
Ces dernières années, Gerbe a accessoirisé de nombreux défilés de marques comme Balenciaga, Jean Paul Gaultier, Guy Laroche, Gaspard Yurkievich ou Pedro Lourenço.